# 苏州市第五人民医院
苏州市第五人民医院（苏州大学附属传染病医院），是中国江苏省的一所医院，为三级乙等医院，位于苏州市南门西二路2号。
1959年1月创建，原名苏州市传染病结核病医院。1985年11月改现名。1991年定为苏州医学院教学医院。